# Geblokte stipspanner
De geblokte stipspanner (Idaea emarginata) is een nachtvlinder uit de familie Geometridae (spanners). De voorvleugellengte bedraagt tussen de 11 en 13 millimeter. Hij overwintert als rups.

## Waardplanten
De geblokte stipspanner heeft als waardplanten allerlei kruidachtige planten, zoals akkerwinde. De rups wordt ook aangetroffen op dorre bladeren van loofbomen.

## Voorkomen in Nederland en België
De geblokte stipspanner is in Nederland en België een vrij algemene soort, die verspreid over het hele gebied kan worden gezien. De vlinder kent één generatie die vliegt van halverwege juni tot en met augustus.